# Rooglaiu
Rooglaiu is een plaats in de Estlandse gemeente Lääneranna, provincie Pärnumaa. De plaats heeft de status van dorp (Estisch: küla).
Tot in oktober 2017 behoorde Rooglaiu onder de naam Rannaküla tot de gemeente Hanila. In die maand ging Hanila op in de fusiegemeente Lääneranna. De gemeente verhuisde daarmee van de provincie Läänemaa naar de provincie Pärnumaa. De naam Rannaküla moest veranderd worden, omdat er in de gemeente Varbla, die ook naar Lääneranna ging, nog een dorp Rannaküla lag.

## Bevolking
Het dorp had 12 inwoners op 31 december 2011 en 16 inwoners op 31 december 2021.